# La Concepción (espardenyeria)

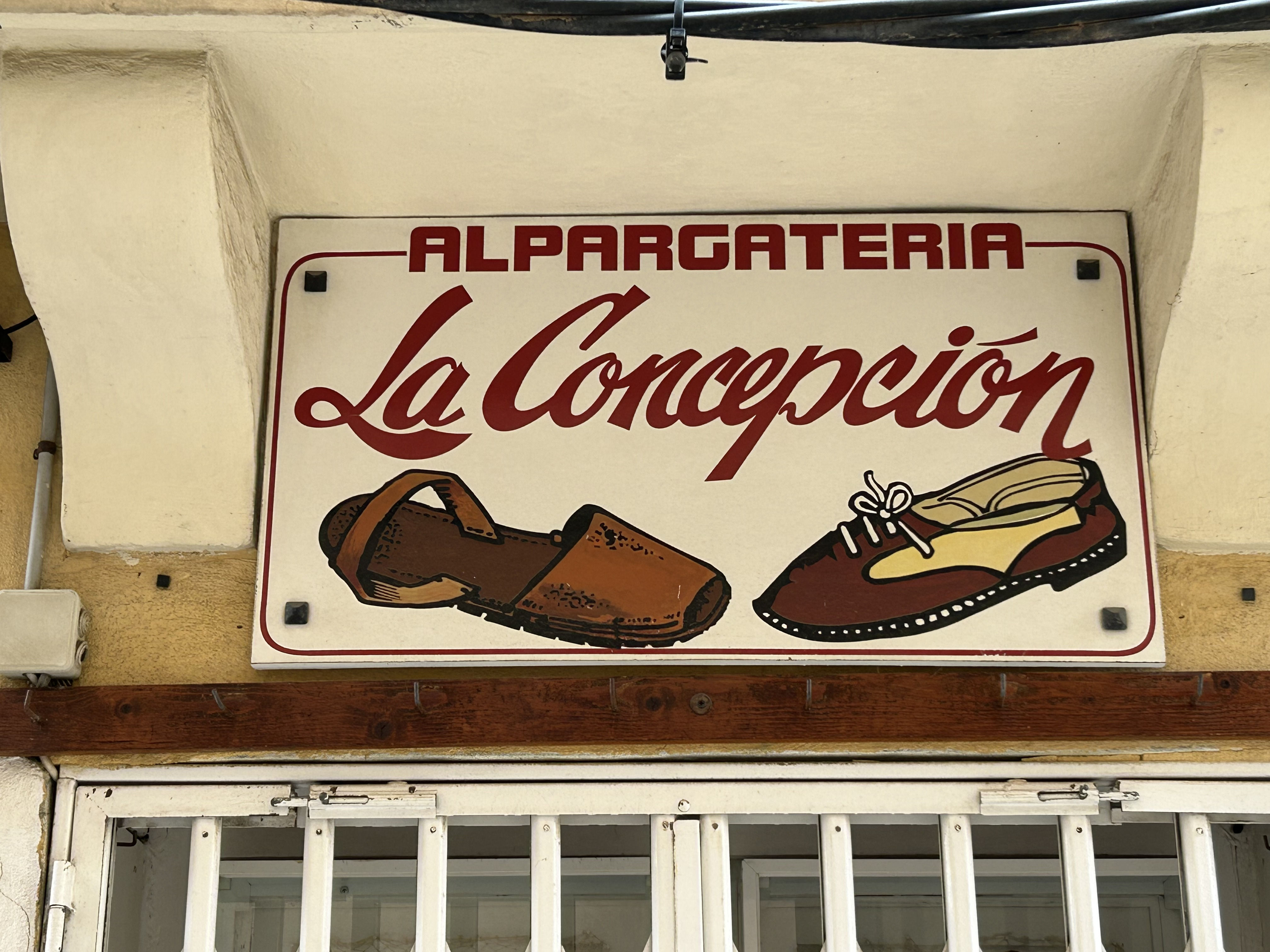
Rètol La Concepción (espardenyeria)

La Concepción (espardenyeria) es troba al carrer de la Concepció, núm. 17, Palma, Mallorca. Manté l’encís de l’establiment, fundat el 1940 per Jerónima Fernández, que el 2006 el va traspassar a la persona que la regenta actualmente, María Visitación Hernández. Cada any és visitada per la família reial espanyola. A més de la reina Sofía, també la visitada Michelle Obama, el 2017 en un viatge d’incògnit fet a Mallorca. Tenen clients de tot el món: Dubai, Estats Units, Canadà, Letònia, Alemanya, França, Itàlia, etc.

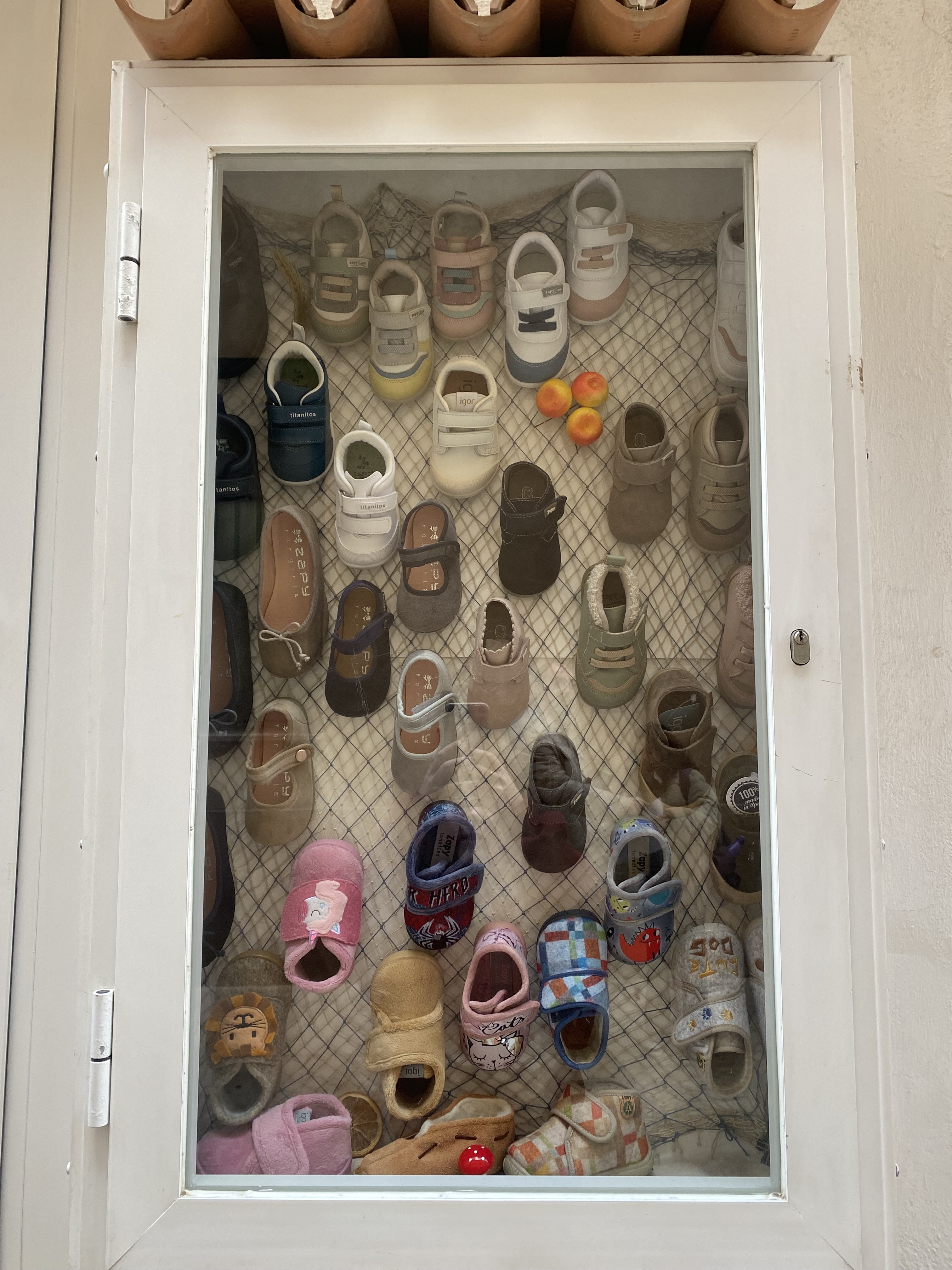
Vitrina

A la façana hi podem trobar el portal amb una finestra i dues vitrines petites exteriors que fan de mostradors. També hi pengen tot tipus de senalles. Tenen una gran col·lecció de productes mallorquins fets a mà. Calçats típics de les Illes Balears: avarques menorquines, espardenyes mallorquines (tenen la sola d'espart), porqueres (aparagudes als anys 20 del segle XX), patateres (típica bota menorquina que té una sivella que s’ajusta a l’alçada del turmell), eivissenques (avarca plana feta de pell de vaca, apelfades de colors diferents, i soles de goma), senalles…
Han sabut mantenir el comerç de proximitat que està desapareixent. I produeixen productes artesanals d’espardenyes tradicionals de Mallorca, Menorca, Eivissa i Formentera, també de sabates que provenen d'altres indrets de la península (de La Rioja i de Múrcia, en concret de Caravaca de la Cruz).
El 24 de juliol de 2024 (resolució núm. 7460, Ajuntament de Palma) el manté com a Comerç Emblemàtic (categoria 1A) en l'aprovació del Catàleg d'establiments emblemàtics de 2024, en què va ser inscrit l’any 2018.